# Вестник Российской академии наук
Ве́стник Росси́йской акаде́мии нау́к (Вестник РАН) — ежемесячный научный журнал Российской академии наук, периодическое издание освещающее деятельность РАН.
Научный и общественно-политический междисциплинарный академический журнал, в котором широко освещается деятельность Российской академии наук и Президиума РАН, публикуются общезначимые работы отечественных и зарубежных ученых, дискуссионные и обзорные статьи, обсуждаются острые проблемы современной науки и образования.
Публикует работы, доклады и обсуждения, представленные в академию российскими и иностранными учёными, излагает точки зрения различных дисциплин на многие важные вопросы, связанные с естественными, техническими и общественными науками. Большое внимание уделяется роли учёного в обществе и роли научных знаний в современном мире. Важные мировые проблемы, затрагивающие все главные сферы науки, образования и окружающей среды, обсуждаются специалистами в данных областях. В журнале регулярно освещается деятельность Президиума РАН, результаты работ исследовательских коллективов, информация о вознаграждениях, призах и назначениях.
В настоящее время издание доступно и на английском языке.

## История
Журнал «Вестник Академии Наук СССР» издавался с марта 1931 года.
В 1992 года после упразднения АН СССР и создания РАН, журнал стал называться «Вестник Российской академии наук».
Учредитель журнала — Президиум РАН.

## Редколлегия
Главные редакторы журнала (по году назначения) академики:
- 1992 — Макаров, Игорь Михайлович
- 1997 — Платэ, Николай Альфредович
- 2002 — Осипов, Юрий Сергеевич
- 2014 — Фортов, Владимир Евгеньевич
- 2018 — Хохлов, Алексей Ремович

В состав редколлегии входят:
акад. А. В. Адрианов, акад. В. П. Анаников, акад. Ю. Д. Апресян, акад. А. Л. Асеев, член-корр. РАН Л. И. Бородкин, акад. В. В. Бражкин, акад. В. А. Васильев, В. В. Володарская (зав. редакцией), акад. А. И. Григорьев, акад. А. А. Гусейнов, Г. А. Заикина (зам. главного редактора), акад. Л. М. Зелёный, член-корр. РАН А. И. Иванчик (зам. главного редактора), член-корр. РАН С. В. Кривовичев, акад. А. П. Кулешов, акад. А. Н. Лагарьков, акад. Ю. Ф. Лачуга, акад. А. Г. Лисицын-Светланов, акад. А. В. Лопатин, акад. А. М. Молдован, акад. В. И. Молодин, акад. В. В. Наумкин, акад. С. А. Недоспасов, акад. А. Д. Некипелов, акад. Р. И. Нигматулин, член-корр. РАН Н. Э. Нифантьев, В. В. Пирожков (отв. секретарь), акад. В. М. Полтерович, акад. С. М. Рогов, акад. Г. Н. Рыкованов, член-корр. РАН Р. Л. Смелянский, член-корр. РАН О. Н. Соломина, акад. В. А. Тишков, акад. В. А. Ткачук, акад. А. А. Тотолян, акад. М. А. Федонкин, акад. Т. Я. Хабриева, акад. Е. А. Хазанов, член-корр. РАН В. И. Цетлин, акад. В. А. Черешнев, акад. В. П. Чехонин, акад. И. А. Щербаков, член-корр. РАН А. В. Юревич.